# 鬥獸棋

鬥獸棋盤

鬥獸棋，又名動物棋，為用階級吃子規則，以先進入對方獸穴者為勝的棋類。

## 棋具
- 棋盤橫7列，縱9行。雙方底行中間上各有1個「獸穴」和分別置於獸穴的前、左及右方鄰位的｢陷阱」。棋盤中央有2個2×3大小的長方形代表「小河」，另外有圖案標示棋子的起始位置。[1][2]

- 雙方各有8隻以動物命名的棋子，依等級象>獅>虎>豹>狼>狗>貓>鼠。[1][2]

## 棋規

### 目的
我方任一棋子移入對方獸穴者、或對方無法行動則勝。

### 行動
- 玩家行動為輪流移動1枚己方棋子，朝縱或橫向的鄰位。
- 己方棋子不可移入己方巢穴。
- 己方棋子可移入敵方同級或低級棋子的位置作吃子。
- 獅、虎可跳過河並作吃子，但不能越過在河中的鼠。
- 若己方棋子在敵方的陷阱，對方任一棋子可移入作吃子。
- 鼠可以至對手的象以作吃子，反之象也可吃鼠。對弈網站BrainKing採用象不能吃鼠的規則。
- 只有鼠可以移入或離去小河，但鼠從河離去時不能吃象。[1][2]

## 變體
除了以上的常見規則，但起源已不可考，舉例如下：
- 只容許鼠進入對方獸穴。[來源請求]
- 獅橫向一次跳過兩條河、豹可橫越小河，即「獅跳雙河、虎跳單河、豹越橫河」等等。[來源請求]
- 容許狗進入小河，使對方的鼠更容易被吃掉。還有規則河中只有狗可吃岸上的棋。[來源請求]

## 外部連結
- 規則介紹（英文）